# Kérsemjén
Kérsemjén es un pueblo ubicado en el distrito de Fehérgyarmat, en el condado de Szabolcs-Szatmár-Bereg, Hungría.

## Superficie
Posee una superficie de 7,080 kilómetros cuadrados.

## Demografía
Hasta 2019 la población era de 267 habitantes, con una densidad de población de 37,71 habitantes por kilómetro cuadrado.